# 4-этилфенол
4-Этилфенол — фенольное соединение природного происхождения.

## В природе
В вине и пиве 4-этилфенол образуется при заражении дрожжами Brettanomyces (т.н. «британский грибок»). Если концентрация соединения превышает сенсорный порог (140 мкг / л), оно придаёт вину привкус, описываемый как ощущение «скотного двора», «лекарственный» привкус или запах «пластыря». В некоторых видах бельгийского пива высокий уровень 4-этилфенола считается желательным (главным образом это традиционные бельгийские эли Ламбик и Хёйзе, а также фландрийский коричневый эль и фландрийский красный эль), но в вине может привести к его порче. Уровень 4-этилфенола примерно пропорционален содержанию и активности Brettanomyces, поэтому может служить показателем присутствия этого грибка. Разные виды Brettanomyces могут сильно отличаться в своей способности синтезировать это соединение.
Кроме дрожжей, 4-этилфенол является компонентом бобровой струи, используемой в парфюмерии.

## Биохимия
4-Этилфенол образуется из предшественника p-кумаровой кислоты. Дрожжи Brettanomyces превращают её в 4-винилфенол под действием фермента циннаматдекарбоксилазы. 4-винилфенол далее восстанавливется до 4-этилфенола под действием винилфенолредуктазы. Кумариновая кислота иногда добавляется в питательную среду, т.к. позволяет определить наличие Brettanomyces по запаху.